# D. B. Woodside
David Bryan Woodside (Jamaica, Queens, 1969. július 25. –) amerikai színész.

## Élete és pályafutása
1969. július 25-én született New York City Queens kerületének Jamaica negyedében. 
1996-ban a Murder One című drámasorozatban kezdődött a karrierje, a 2. évadban Aaron Mosleyt alakította. Ezután feltűnt az Ügyvédek, a Snoops, Az ügyosztály és a Még egyszer és újra című sorozatokban. 
2004-ben a JAG – Becsületbeli ügyek utolsó évadjában vendégszereplő volt, Rod Benton FBI-ügynököt alakította. 2002 és 2003 között a Buffy, a vámpírok réme sorozat utolsó évadjának 14 epizódjában szerepelt Robin Woodként, Sunnyvale High School igazgatójaként. Ezt követően Wayne Palmert alakította a 24 című sorozatban. A 3. évadban mutatkozott be, és az 5. évadban visszatért vendégszereplőként. A 6. évadban állandó szerepe lett az amerikai elnök személyében.
A CSI: A helyszínelők ötödik évadjának Harvest című epizódjában Marlon Waylordot játszotta. 2007-ben A Grace klinika Forever Young című epizódjában Marcust alakította. Orvosként vendégszerepelt az USA Network Monk – A flúgos nyomozó című drámasorozatának záró epizódjában. Visszatérő szerepe volt a CW Vadmacskák  című sorozatában. 2009-ben a Hazudj, ha tudsz! első évadjában szerepelt. Ezután Malcolm Franks szerepét játszotta a VH1 Single Ladies című sorozatában. 
2014 júniusában kezdett szerepelni a Briliáns elmékben, Jeff Malone szerepében. 2016-tól 2021-ig Amenadiel angyalt formálta meg a Fox/Netflix Lucifer az Újvilágban című sorozatában.

## Magánélete
2008 és 2010 Golden Brooks színésznő partnere volt. Lányuk 2009-ben született.

## Filmográfia

### Film
| Év   | Magyar cím            | Eredeti cím                | Szerep         | Magyar hang          |
| ---- | --------------------- | -------------------------- | -------------- | -------------------- |
| 1998 | A sebhelyes város     | Scar City                  | Forrest        |                      |
| 2000 | Öld meg Rómeót!       | Romeo Must Die             | Colin O'Day    | Szokol Péter         |
| 2000 | Öld meg Rómeót!       | Romeo Must Die             | Colin O'Day    | Csík Csaba Krisztián |
| 2000 | Kutya, pénz, rablók   | More Dogs Than Bones       | Truman         |                      |
| 2003 |                       | Easy                       | Martin Mars    |                      |
| 2003 |                       | Something More (rövidfilm) | Greg           |                      |
| 2007 |                       | First. (rövidfilm)         | Mooney         |                      |
| 2009 |                       | Mississippi Damned         | Tyrone Tensely |                      |
| 2011 |                       | The Inheritance            | Henry          |                      |
| 2014 | Csajkeverők           | That Awkward Moment        | Harold         |                      |
| 2015 | A pláza ásza Vegasban | Paul Blart: Mall Cop 2     | Robinson       | Bognár Tamás         |
| 2015 |                       | The Man in 3B              | Thomas nyomozó |                      |
| 2019 |                       | Smile (rövidfilm)          | apa            |                      |
| 2023 | Telitalálat           | The Perfect Find           | Brian          | Bognár Tamás         |

### Televízió
| Év        | Magyar cím                        | Eredeti cím                    | Szerep                    | Megjegyzések                                         |
| --------- | --------------------------------- | ------------------------------ | ------------------------- | ---------------------------------------------------- |
| 1996–1997 |                                   | Murder One                     | Aaron Mosely              | főszereplő (2. évad)                                 |
| 1997      | Ügyvédek                          | The Practice                   | Aaron Wilton              | 1 epizód                                             |
| 1998      | Préda                             | Prey                           | Mark                      | 1 epizód                                             |
| 1998      |                                   | The Temptations                | Melvin "Blue" Franklin    | minisorozat (2 epizód)                               |
| 2001      | Az ügyosztály                     | The Division                   | Daniel Reide              | 6 epizód                                             |
| 2002      | Még egyszer és újra               | Once and Again                 | Henry Higgins             | 1 epizód                                             |
| 2002–2003 | Buffy, a vámpírok réme            | Buffy the Vampire Slayer       | Robin Wood                | visszatérő szereplő (7. évad)                        |
| 2003      | CSI: Miami helyszínelők           | CSI: Miami                     | Cole Judson               | 1 epizód                                             |
| 2003–2007 | 24                                | 24                             | Wayne Palmer              | visszatérő szereplő (3–5. évad) főszereplő (6. évad) |
| 2004      | CSI: A helyszínelők               | CSI: Crime Scene Investigation | Marlon Waylord            | 1 epizód                                             |
| 2004      | JAG – Becsületbeli ügyek          | JAG                            | Rob Benton FBI-ügynök     | 1 epizód                                             |
| 2007      |                                   | Viva Laughlin                  | Marcus                    | 2 epizód                                             |
| 2007      | A Grace klinika                   | Grey's Anatomy                 | Marcus King               | 1 epizód                                             |
| 2008      | Gyilkos számok                    | Numbers                        | Jonathan Schmidt          | 1 epizód                                             |
| 2009      | Hazudj, ha tudsz!                 | Lie to Me                      | Henry Strong              | 1 epizód                                             |
| 2009      | Doktor Addison                    | Private Practice               | Duncan                    | 2 epizód                                             |
| 2009      | Trinity kórház                    | Hawthorne                      | David Gendler             | 3 epizód                                             |
| 2009      | Castle                            | Castle                         | Lance Carlberg            | 1 epizód                                             |
| 2009      | Monk – A flúgos nyomozó           | Monk                           | Dr. Matthew Shuler        | 2 epizód                                             |
| 2010–2011 | Vadmacskák                        | Hellcats                       | Derrick Altman            | visszatérő szereplő (9 epizód)                       |
| 2011–2012 | Vásott szülők                     | Parenthood                     | Dr. Joseph Prestridge     | visszatérő szereplő (3. évad)                        |
| 2011      | Charlie angyalai                  | Charlie's Angels               | Carlton Finch             | 1 epizód                                             |
| 2011–2014 |                                   | Single Ladies                  | Malcolm Franks            | főszereplő (37 epizód)                               |
| 2013      | Emily doktornő                    | Emily Owens, M.D.              | Evan Hammond              | 3 epizód                                             |
| 2014      | Halt and Catch Fire – CTRL nélkül | Halt and Catch Fire            | Simon Church              | 1 epizód                                             |
| 2014–2018 | Briliáns elmék                    | Suits                          | Jeff Malone               | visszatérő szereplő (4. évad) főszereplő (5–7. évad) |
| 2016–2021 | Lucifer az Újvilágban             | Lucifer                        | Amenadiel                 | főszereplő 1–6. évad (80 epizód)                     |
| 2018      | S.W.A.T. – Különleges egység      | S.W.A.T.                       | Elliot Gines FBI-ügynök   | 1 epizód                                             |
| 2019      |                                   | Pearson                        | Jeff Malone               | visszatérő szereplő (6 epizód)                       |
| 2021      | Az igazság ifjú ligája            | Young Justice                  | Phantom Stranger (hangja) | visszatérő szereplő                                  |
| 2023      | Éjjeli ügynök                     | The Night Agent                | Erik Monks                | - 10 epizód - magyar hangja: - Zöld Csaba            |
| 2023      | 911-Texas                         | 9-1-1: Lone Star               | Trevor Parks              | 6 epizód                                             |